# Koumasgho
Koumasgho est une commune rurale située dans le département de Toécé de la province du Bazèga dans la région du Centre-Sud au Burkina Faso.

## Géographie
Koumasgho est situé à 3 km au Sud de Nagnesna et à 12 km au Sud-Ouest du chef-lieu Toécé.

## Santé et éducation
Le centre de soins le plus proche de Koumasgho est le centre de santé et de promotion sociale (CSPS) de Nagnesna.